# Place des femmes en médecine
La place des femmes en médecine désigne la participation des femmes aux professions médicales, notamment au métier de médecin. Historiquement, cette place a souvent été restreinte dans de nombreux endroits du monde, alors même que le rôle des femmes en tant que soignantes, de manière informelle ou dans le cadre des diverses professions de la santé était important. Au XXIe siècle, la plupart des pays garantissent aux femmes un accès aux études médicales égal à celui des hommes, bien que tous n'assurent pas l'égalité des possibilités d'emploi, et que la parité ne soit pas encore atteinte au sein des spécialités médicales.

## Histoire dans le monde occidental

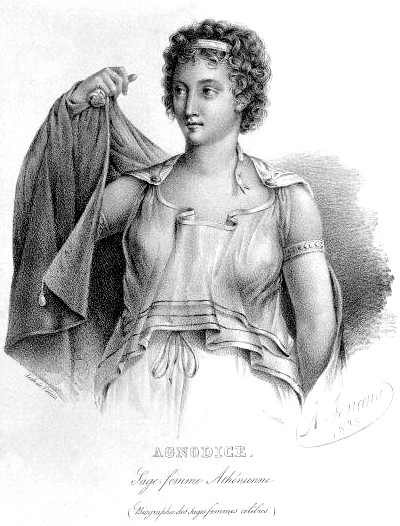
Agnodice, Sage-femme athénienne
Gravure extraite de Biographie des sages-femmes célèbres, anciennes, modernes, contemporaines, par A. Delacoux, 1833.

Plusieurs civilisations anciennes ont retenu l'implication des femmes en médecine. 

### Ancien Monde

#### Égypte ancienne
En Égypte ancienne, Méryt-Ptah (2700 av. J.-C.), décrite comme « médecin en chef », pourrait être la première femme scientifique explicitement nommée de l'histoire des sciences, mais son existence réelle est remise en question. 
D'autre part, on cite également Peseshet, ayant vécu sous la IVe dynastie, comme la première femme médecin[Passage contradictoire] connue au monde,.

#### Grèce antique

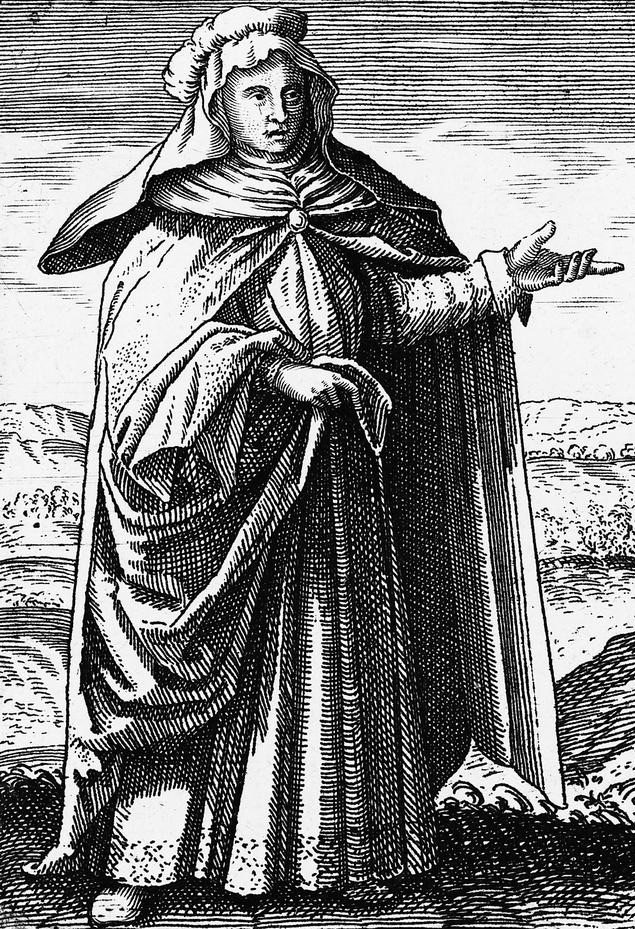
Marie la Juive, à qui l'on doit l'invention de plusieurs instruments de chimie, dont le bain-marie et un type d'alambic.

Agamédé est citée par Homère en tant que guérisseuse, dans la Grèce antique d'avant la guerre de Troie (vers 1194–1184 av. J.-C.). Agnodice est la première femme médecin à pratiquer légalement, à Athènes, en 350 av. J.-C. Celle-ci doit se déguiser en homme pour suivre les cours de médecine, passe brillamment l'examen et devient gynécologue, mais sans révéler sa véritable identité. Les malades viennent en grand nombre la voir et les autres médecins lancent une rumeur disant qu’elle userait de son métier pour séduire les femmes mariées. Agnodice est alors obligée de révéler sa véritable identité, faisant qu'elle est accusée de violer la loi athénienne - en pratiquant une branche de la médecine - et risque une forte condamnation.
La reconnaissance et l'intérêt personnel portent les femmes des principaux citoyens à se réunir pour prendre sa défense arguant du fait que les femmes préféraient se laisser mourir plutôt que de recourir à un médecin homme. Les magistrats acquittent Agnodice et lui permettent de continuer à exercer la médecine. L’année suivante, une loi est instaurée pour autoriser les femmes à étudier cette matière.
La première femme à être appelée « médecin » (iatros) dans les sources antiques est Phanostratê, athénienne du IVe siècle av. J.-C., qui était aussi sage-femme L'existence d'autres femmes médecins a été rapportée, comme Laïs et Elephantis.

#### Rome antique
Dans la Rome antique, l'accouchement des femmes issues de la classe aisée est assurée par des sages-femmes, (obstetrix). En cas de complications, il est fait appel à des médecins obstétriciennes appelées medica ou iatromea. L'une d'entre elles, nommée Soranos, est réputée maîtriser deux pratiques : la version podalique, qui consiste à retourner un enfant mal engagé afin qu'il se présente par les pieds, et l'avortement tardif, si l'enfant n'arrive pas à sortir. Ces pratiques ont probablement fait l'objet d'un enseignement dans l'Empire romain et au-delà, puisqu'on a retrouvé en Angleterre au IVe siècle le corps d'un enfant présentant les signes caractéristiques de l'avortement tel qu'il était pratiqué à Rome.

#### Alexandrie de tradition gnostique
On recense plusieurs femmes ayant contribué au développement de la protoscience de l'alchimie à Alexandrie vers les Ier et IIe siècles av. J.-C., où la tradition gnostique faisait de sorte que les contributions féminines étaient considérées avec valeur. La femme la plus connue est Marie la Juive, qui est créditée de l'invention de plusieurs instruments de chimie, dont le bain-marie et un type d'alambic. Elle est considérée comme l'une des fondatrices de l'alchimie, ayant vécu à l'époque hellénistique, probablement entre le IIIe et IIe siècles av. J.-C.

### Europe médiévale

#### Éducation
Dans l'Europe médiévale occidentale, les principes de vertu, de piété et de bienséance que l'on tentait d'inculquer aux filles se retrouvent, entre autres, dans le Livre pour l'enseignement de ses filles de Geoffroi de La Tour Landry, un traité didactique écrit par un noble français pour ses filles dans le dernier tiers du XIVe siècle.

#### Dans les couvents

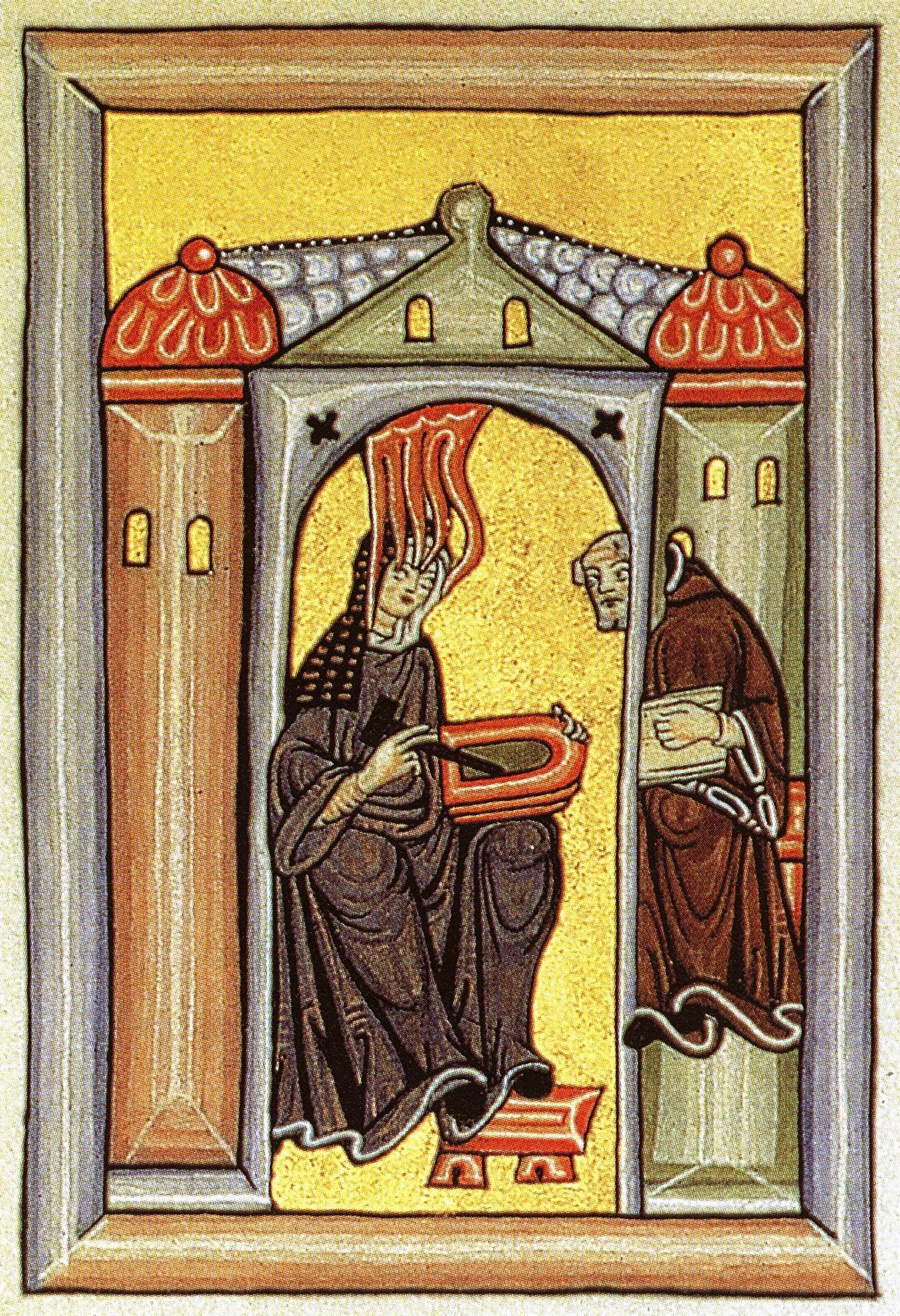
Hildegarde de Bingen.

Durant cette période, les couvents étaient un lieu central pour l'éducation des femmes et dans certaines communautés, il était possible aux femmes de s'adonner à la recherche scientifique. Un exemple est l'abbesse allemande Hildegarde de Bingen, dont les écrits prolifiques incluent des traitements d'une variété de sujets scientifiques, dont la médecine, la botanique et l'histoire naturelle (c.1151–58).
Hildegarde de Bingen est médecin, et l’un des plus renommés de son temps. Ses ouvrages pressentent les idées à venir sur la physiologie humaine. Elle a une grande connaissance de la pharmacopée et utilise tout ce que la nature peut lui offrir en matière de traitements : les simples bien sûr mais aussi les minéraux. Ainsi, par exemple elle écrit dans le langage imagé de son époque que :

« L'émeraude pousse tôt le matin, au lever du soleil, lorsque ce dernier devient puissant et amorce sa trajectoire dans le ciel. À cette heure, l'herbe est particulièrement verte et fraîche sur la terre, car l'air est encore frais et le soleil déjà chaud. Alors, les plantes aspirent si fortement la fraîcheur en elles comme un agneau le lait, en sorte que la chaleur du jour suffit à peine pour réchauffer et nourrir cette fraîcheur, pour qu'elle soit fécondatrice et puisse porter des fruits. C'est pourquoi l'émeraude est un remède efficace contre toutes les infirmités et maladies humaines, car elle est née du soleil et que sa matière jaillit de la fraîcheur de l'air. Celui qui a des douleurs au cœur, dans l'estomac ou un point de côté doit porter une émeraude pour réchauffer son corps, et il s'en portera mieux. Mais si ses souffrances empirent tellement qu'il ne puissent plus s'en défendre, alors il faut qu'il prenne immédiatement l'émeraude dans la bouche, pour l'humidifier avec sa salive. La salive réchauffée par cette pierre doit être alternativement avalée et recrachée, et ce faisant, la personne doit contracter et dilater son corps. Les accès subits de la maladie vont certainement faiblir… »

Elle attribue ainsi des vertus protectrices, curatives, prédictives, purificatrices aux minéraux suivant en cela des pratiques antiques.
La dumortiérite, ou pierre de sainte Hildegarde de Bingen, lui est associée.

#### Femmes médecins italiennes

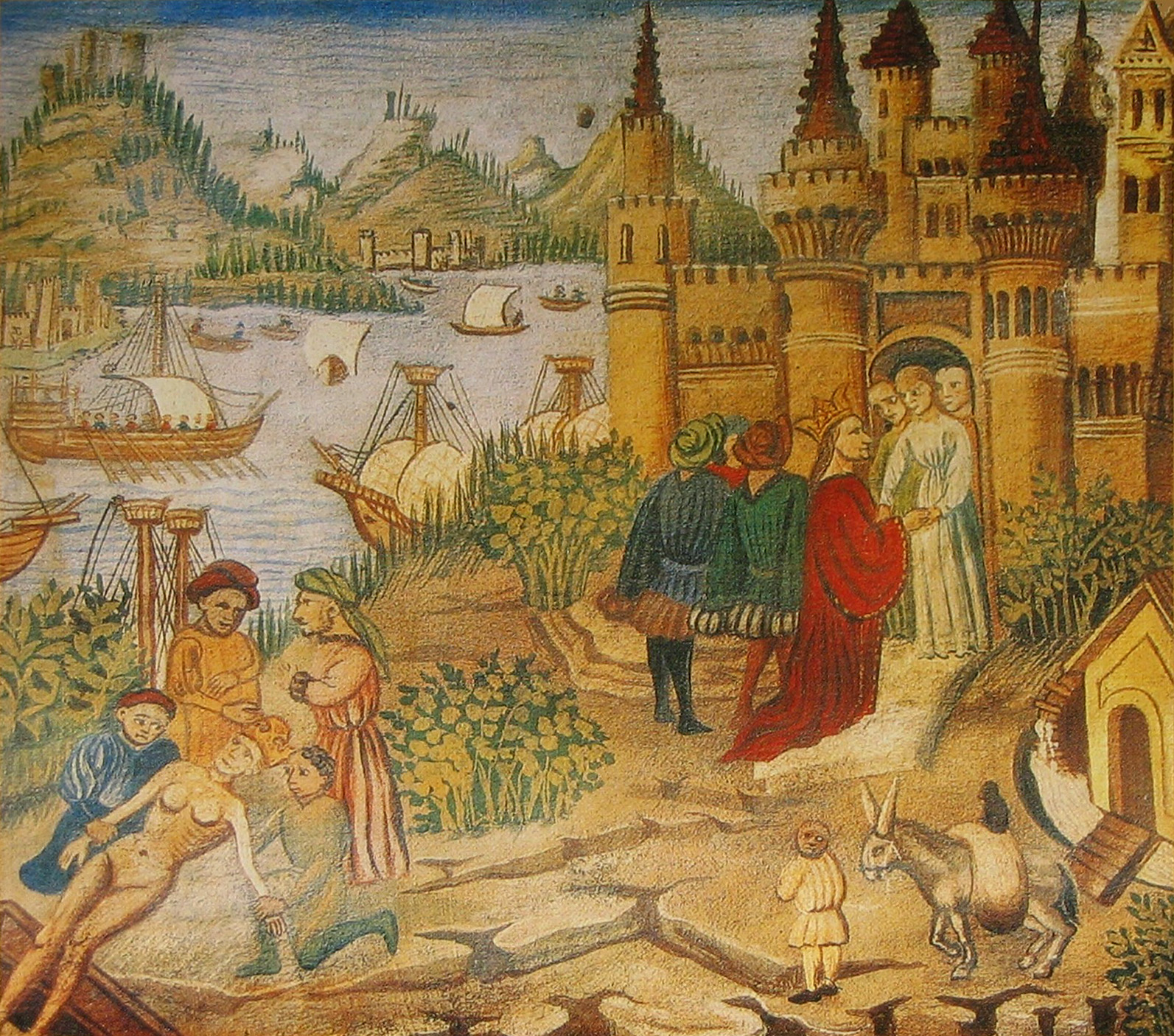
Une miniature représentant la Schola Medica Salernitana à partir d'une copie du Canon de la médecine d’Avicenne.

Pour ce qui est de la place des femmes en médecine en Italie, elle apparaît avoir joui d'une attitude davantage libérale qu'ailleurs en Occident. On croit que la femme médecin Trotula de Salerne a tenu une chaire à l'école de médecine de Salerne au XIe siècle où elle enseignait à des italiennes nobles, d'où le surnom de ses étudiantes : « les dames de Salerno ».

##### L'école de médecine de Salerne
L’école de médecine de Salerne a été la première école de médecine du Moyen Âge située dans une ville cosmopolite de la zone côtière du mezzogiorno, Salerne. Elle a fourni la plus importante source locale de connaissances médicales européennes de l’époque.
Les traductions en arabe de traités médicaux en grec datant de l’Antiquité s'étaient accumulées dans la bibliothèque de l'abbaye du Mont-Cassin où ils ont été traduits en latin et elle a recueilli la tradition de Galien et Dioscoride, complétée et actualisée par la pratique médicale arabe, transmise par des contacts avec la Sicile et l’Afrique du Nord.
De ce fait, les médecins de Salerne qui pouvaient être des hommes ou des femmes, car la profession était alors accessible aux deux sexes, ont été sans rivaux dans toute la Méditerranée occidentale pour le haut niveau de leur pratique.

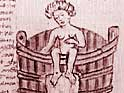
Illustration du De passionibus mulierum curandarum, la plus importante partie de l'œuvre de Trotula de Salerne

##### Trotula de Salerne
On attribue à Trotula de Salerne plusieurs textes d'influence sur la médecine féminine, couvrant les champs de l'obstétrique et de la gynécologie, entre autres sujets. Ces ouvrages incluent Les Maladies des femmes, Traitements pour les femmes, et Soins cosmétiques pour les femmes (désignés collectivement sous le nom de Trotula). Au Moyen Âge et après, ces textes ont constitué une source d'information gynécologique essentielle.
Dorotea Bocchi, une autre femme médecin italienne, a détenu une chaire de philosophie et de médecine à l'université de Bologne dès 1390 et pendant plus de 40 ans,,,. D'autres Italiennes de l'époque dont les contributions en médecine sont notées sont entre autres : Abella, Jacqueline Félicie de Almania, Alessandra Giliani, Rebecca de Guarna, Margarita (en), Mercuriade (XIVe siècle), Constance Calenda, Calrice di Durisio (XVe siècle), Constanza (en), Maria Incarnata (en) et Thomasia de Mattio (en),.
Au XIe siècle, émergent les premières universités, bien que les femmes y étaient en général exclues. Il existe des exceptions, dont l'université de Bologne, qui a permis l'accès des femmes aux cours, dès sa fondation en 1088.

#### France
Magistra Hersend (floruit 1249-1259, Paris) est une chirurgienne qui a accompagné Louis IX de France à la septième croisade en 1249. C'est l'une des deux femmes que l'Histoire a retenues comme chirurgiennes royales. Au XIVe siècle, Sarah de Saint-Gilles pratique et enseigne à Marseille.
L'université de l'Ancien Régime n’admettait comme étudiants que des célibataires masculins. En 1270, elle publie un décret interdisant d'exercer la médecine à ceux qui n'avaient pas suivi son enseignement. Malgré ce décret, des femmes continuèrent à exercer la médecine jusqu'au procès de Jacqueline Félicie de Almania un siècle plus tard. Ce qui eut pour effet à partir du XIVe siècle d'interdire aux femmes de pratiquer la médecine et la chirurgie, alors qu'elles s'y illustraient depuis l'Antiquité et étaient chargées de soigner les malades et d'assurer le monopole de la faculté de Paris sur la médecine, sauf l'obstétrique. La conséquence fut également que les femmes furent privées de soins.
Après le procès de Félicie, et bien que l'exercice de la médecine ne leur ait jamais été formellement retiré, en France les femmes restèrent exclues de son enseignement et de sa pratique jusqu'au XIXe siècle : ce n'est qu'en 1875 qu'une Française, Madeleine Brès, a pu obtenir un diplôme de docteur en médecine,.

### XIXesiècle
La science est demeurée une profession largement amateur pendant la première partie du XIXe siècle. La contribution des femmes a été limitée du fait de leur exclusion de la plupart des enseignements scientifiques formels, mais a commencé à être reconnue par l'admission dans des sociétés savantes au cours de cette période.
Le retour des femmes dans la médecine a lieu au XIXe siècle. En France, la loi du 19 ventôse de l'an XI (1803) n'interdit pas l'exercice de la médecine par les femmes. Cependant, la Convention puis Napoléon manifestèrent sur la liberté de choix de la femme une certaine hostilité, quand Sieyès et Condorcet la défendirent. Au cours du siècle, un enseignement secondaire féminin est créé afin de se soustraire à l'influence du clergé, mais il reste compliqué de se présenter à l'université et encore plus ensuite de travailler dans un hôpital. Madeleine Brès obtient ainsi un baccalauréat et se présente à l'université en 1866 mais elle ne peut aller dans un hôpital. Alertés par le doyen Wurtz, Victor Duruy et l'impératrice Eugénie la soutiennent et elle passe sa thèse en 1870, la même année qu'une Anglaise, Miss Garett. Lors de la guerre franco-prussienne de 1870, Madeleine Brès sert comme interne lors du siège de Paris, dans le service du professeur Broca. Après la fin du conflit, il leur est autorisé de se présenter au concours de l'externat mais on leur refuse celui de l'internat. Cela donne lieu à de vifs débats, des pétitions d'internes, de directeurs d'hôpitaux et d'hommes politiques considérant l'inaptitude physique et morale des femmes et s'opposant à des personnalités comme Paul Bert qui les défendent. Ce dernier note qu'en 1884, l'Assistance publique émet un avis favorable pour l'accès aux femmes au concours d'interne, mais cet accès est refusé par les Sociétés des hôpitaux. Le 31 juillet 1885, il profite du fait qu'une Anglaise avec un brillant parcours, Blanche Edwards, ne peut se présenter au concours car à 28 ans elle a dépassé la limite d'âge, et lève toutes les interdictions. Sous les huées, elle passe néanmoins l'internat en 1886, après la première femme interne des hôpitaux de Paris, Augusta Klumpke, dans les mêmes circonstances. Cette dernière deviendra présidente de la Société de neurologie de Paris alors même qu'il lui est interdit de se rendre en salle de garde.
En Suisse et en Russie, les femmes peuvent étudier la médecine à l'université depuis la seconde moitié du siècle et celles qui participent à la guerre russo-turque sont célébrées. En Grande-Bretagne, malgré la notoriété de l'infirmière Florence Nightingale, les femmes doivent venir passer leurs diplômes en France ou en Suisse ; de retour dans leur pays, il leur est impossible d'exercer donc elles passent par des voies détournées, par l'Apothicary Society de Londres, comme Sophie Blake, première femme médecin diplômée en pharmacie, qui ouvre une clinique privée et occupe pendant vingt ans le poste de doyen de l'École féminine de Londres. De la même façon qu'en France, lorsque les femmes purent accéder en Angleterre plus facilement à l'université, cela devient compliqué à l'hôpital où elles sont maltraitées et insultées. Après plusieurs procès, le Parlement britannique accepte finalement de les laisser exercer en 1875 : on compte 23 femmes médecins en 1876, 100 en 1882 et 212 en 1901. En Allemagne, la première femme européenne médecin est diplômée en 1754, bien que la suivante ne le sera qu'en 1847, suivi d'une interdiction d’enseigner la médecine aux femmes en 1880. L'ostracisme est donc similaire en Allemagne mais l'évolution suit et on compte 400 étudiantes en médecine en 1899. Dans les autres pays d'Europe, la situation est plus contrastée : en Belgique, aux Pays-Bas et en Finlande, les femmes médecins ont souvent fait leurs études en Suisse et pratiquent à l'étranger. En 1889, Nielsine Nielsen devient la première femme médecin au Danemark. En Bosnie, des femmes médecins (comme Mme Krajewska) existent car les hommes médecins ne peuvent toucher des femmes musulmanes malades. En Grèce, quelques femmes médecins militaires sont célébrées, comme à Épire et Thessalonique. En Autriche-Hongrie, les femmes ne peuvent pas entrer à l'université et on ne compte presque pas de femmes médecin en Italie et en Espagne.
Déjà en 1754, Dorothea Christiane Erxleben est la première femme médecin d'Allemagne. Aux Pays-Bas, la première étudiante est Aletta Jacobs, en 1874.

#### France

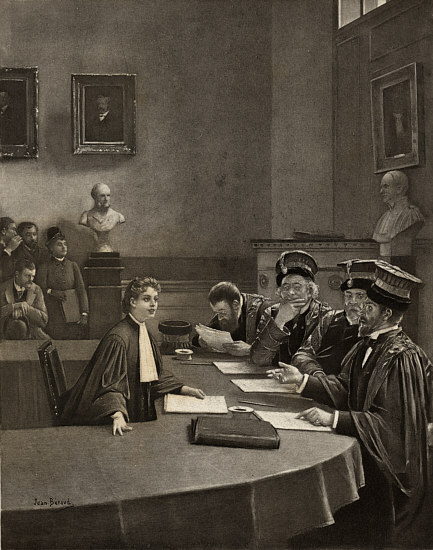
Thèse de Madeleine Brès
par Jean Béraud, en 1875.

En 1868, les femmes sont autorisées à étudier la médecine. Quatre femmes entrent à la Faculté de médecine de Paris à la rentrée scolaire 1868 : Catherine Gontcharov (russe) Mary Corinna Putnam (américaine) et Elizabeth Garrett (anglaise) et Madeleine Brès (française),.
Madeleine Brès est la première femme française à s'inscrire comme étudiante de la Faculté de médecine de Paris. Emma Chenu devient la première licenciée ès sciences de France. Brès est la fille d'un fabricant de charrettes et, mariée à 15 ans, elle doit avoir le consentement de son mari pour obtenir son diplôme, les femmes mariées étant jugées irresponsables juridiquement par le droit français de l'époque. Son inscription à la faculté de médecine est tout un symbole et il faut le soutien de l'impératrice Eugénie et du ministre de l'Instruction publique, Victor Duruy, et du doyen de la Faculté de médecine, Charles Adolphe Wurtz pour qu'elle l'obtienne. De cet accord théorique, Mary Putnam va pouvoir obtenir un accord pratique après avoir été refusée par l'assemblée des professeurs, à l'unanimité moins une voix en novembre 1867. En mars 1868, Wurtz lui conseillant de demander son inscription non pas à la Faculté mais au ministre directement, elle l'obtient alors pour l'année scolaire 1868-1869, tout comme Brès et leurs deux compagnes. Elle officie ensuite comme professeur d'hygiène et enseigne notamment aux directrices des écoles maternelles de la ville de Paris. Elle dirige le journal Hygiène de la femme et de l'enfant et elle est l'auteur de plusieurs livres de puériculture. Elle est notamment suivie par Dorothée Chellier, diplômée en 1894. 
En 1876, la Nantaise Franceline Ribard (1851-1886) devient, après Madeleine Brès, la deuxième femme médecin et la première ophtalmologue de France. Elle se spécialise dans les maladies des femmes et des enfants, comme la majorité des femmes médecins de l'époque. 
La première école d’infirmière voit le jour en 1907 à l’hôpital de la Pitié. 
En 1911, Marie Long est la première femme nommée au poste de cheffe de clinique (clinicat). 
En 1919, Yvonne Pouzin (1884-1947) devient la première femme praticien hospitalier en France. Elle peut ainsi faire des recherches dans de meilleures conditions scientifiques, faire école et avoir des élèves.
En 1934, Jeanne Lévy est la première femme agrégée de médecine à la suite de ses travaux fructueux en chimie organique, pharmacologie, et chimie biologique. En 1959, elle est la première à obtenir une chaire de pharmacologie à la faculté de médecine de la Sorbonne. Dans les années 1950, les femmes continuent de s'imposer, à l'image de Suzanne Braun-Vallon, première ophtalmologue des Hôpitaux en 1946 et cheffe de service à l’hôpital Necker-Enfants malades. Les années 1970 sont propices à une ouverture de la chirurgie aux femmes avec Suzanne Béraud-Picard en orthopédie, Francine Leca, première femme chirurgien cardiaque à l’hôpital Necker-Enfants malades, où Claire Nihoul-Fékété est la première femme agrégée en chirurgie pédiatrique en 1971. Valérie André est ainsi première femme neurochirurgien et première femme médecin général de l’armée française en 1976.

##### Psychiatrie
Madeleine Pelletier (1874 - 1939), une militante féministe et socialiste libertaire, est la première femme médecin diplômée en psychiatrie en France.
Initialement anthropologue, elle étudie le rapport entre la taille du crâne et l'intelligence selon les théories de Paul Pierre Broca. Ensuite, elle a travaillé avec Charles Letourneau et Léonce Manouvrier. Contestant l'idée selon laquelle l'intelligence serait proportionnelle au volume du crâne qui sous-tendait celle d'une infériorité intellectuelle de la femme, elle rompt avec l'anthropologie pour se consacrer à la psychiatrie dès 1906. Elle est également la première femme interne dans un asile psychiatrique d'État, où elle dénonce rapidement les méfaits des internements abusifs.

#### Allemagne
Regina von Siebold est une médecin et éducatrice allemande, l'épouse et l'assistante du médecin Damian Siebold. Quand celui-ci tombe malade et n'arrive plus à travailler, elle reçoit une licence d'obstétrique de l'université de Darmstadt. En 1815, elle est reçue par l'université de Giessen pour le même sujet, et c'est la première femme à accomplir ceci. Elle gère une clinique médicale assistée par sa fille Charlotte von Siebold.
En 1847, Thérèse Frei exerce sans opposition après avoir reçu son diplôme. Mais en 1869, devant la multiplication des étudiantes (16), l'université de Munich décide de les renvoyer. Certaines d'entre elles vont se former à l'étranger, même si à partir 1869 il n'est plus besoin d'être diplômé pour exercer : Francisca Tiburtius va ainsi étudier à Zurich, avant de revenir exercer à Berlin. Pour lutter contre cet état de fait, un décret de 1880 interdit alors aux femmes aussi bien les études que la pratique de la médecine, malgré une opinion publique voyant d'un bon œil l'arrivée de femmes médecins.
Il faudra ensuite une longue mobilisation du mouvement féministes pour convaincre les États allemands d'ouvrir les lycées et les écoles de médecine aux filles. Ces efforts portent leurs fruits, et à la fin du XIXe siècle, quelques femmes formées à l'étranger recommencent à exercer, dans des conditions toutefois d'assistées, puisqu'elles doivent recourir à la signature d'un homologue masculin pour valider ordonnances et certificats de décès. Enfin, en 1899, 400 étudiantes obtiennent leur diplôme de docteur en médecine.

#### Royaume-Uni

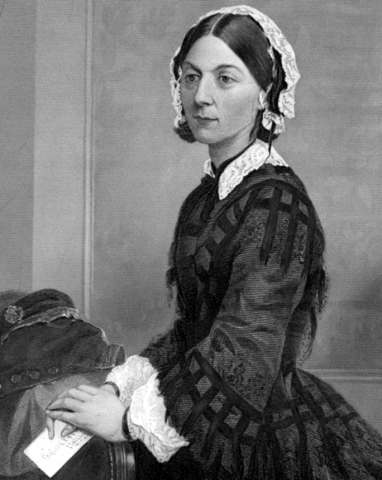
Florence Nightingale, une pionnière des soins infirmiers modernes et de l'utilisation des statistiques médicales

Diagramme des causes de mortalité au sein de l'armée en Orient par Florence Nightingale.

Du fait de son éducation, les métiers qu'une femme de la bonne société souhaitant gagner sa vie peut alors exercer — outre le métier d'écrivain — se limitent en pratique à l'enseignement, institutrice ou gouvernante. Puis, au cours du XIXe siècle, trois professions médicales s'ouvrent aux femmes : le métier d'infirmière, celui de sage-femme, ainsi que, en théorie, celui de médecin.
Toutefois, seules les femmes infirmières sont acceptées sans difficulté par la société. En réalité, les Britanniques ne veulent pas de chirurgiens ou de médecins de sexe féminin, et les femmes demeurent cantonnées dans leur rôle d'infirmière. Dans cette profession, Florence Nightingale (1820-1910) est une figure importante du XIXe siècle, en ce qu'elle permet de moderniser l'image traditionnelle de l'infirmière modèle n'ayant d'autre but que celui de se sacrifier pour veiller au bien-être de ses patients, en œuvrant pour l'éducation des femmes et en leur enseignant la bravoure, la confiance en soi et l'affirmation de soi. C'est une pionnière des soins infirmiers modernes et de l'utilisation des statistiques dans le domaine de la santé.
James Barry, né Margaret Ann Bulkley probablement de sexe féminin, choisit de vivre en tant qu'homme, pour étudier et poursuivre une carrière médicale. Diplômé en 1812, il est parfois considéré comme la première femme médecin britannique. Usuellement, Elizabeth Garrett Anderson, diplômée en 1870 de la Faculté de médecine de Paris, est également reconnue comme la première femme médecin à exercer en Grande-Bretagne, tandis qu'Elizabeth Blackwell, première femme médecin américaine, est aussi la première femme à faire partie de l'Ordre des médecins britanniques à partir de 1869. La première faculté de médecine pour femmes, la London School of Medicine for Women est ouverte en 1874 avec l'appui de plusieurs professionnelles de santé : Sophia Jex-Blake, Florence Nightingale, Elizabeth Garrett Anderson, Emily et Elizabeth Blackwell et le soutien du biologiste Thomas Henry Huxley.

#### Suisse

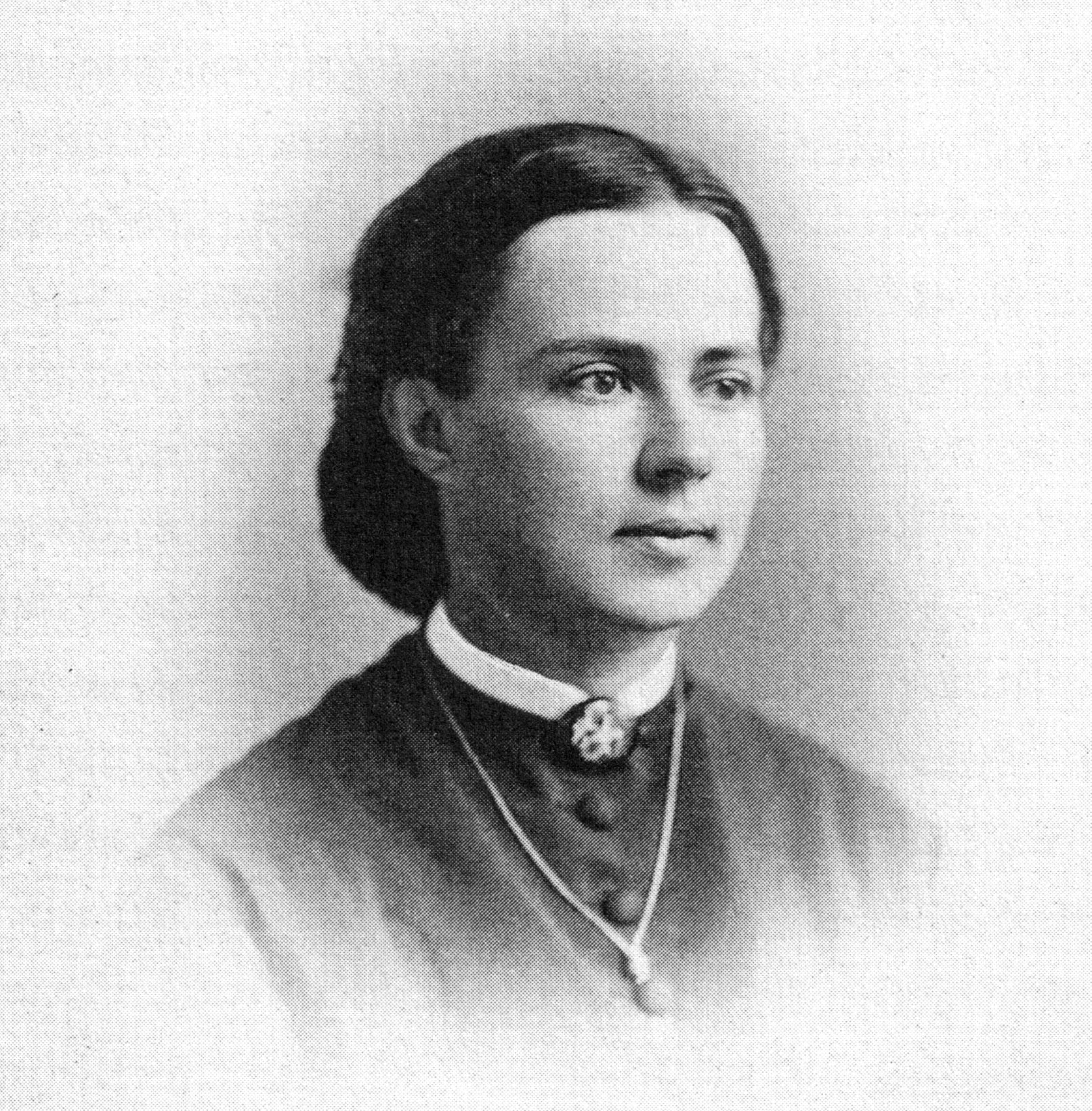
Marie Heim-Vögtlin, première femme médecin en Suisse.

Marie Heim-Vögtlin est la première femme médecin suisse, écrivain et fondatrice du premier hôpital pour accouchements dans le pays.
En 1875, elle épouse le géologue Albert Heim, après qu'il lui a donné la permission écrite de continuer à travailler après leur mariage. Marie Feyler, médecin féministe vaudoise est la première femme vaudoise diplômée de la Faculté de médecine de Lausanne en 1904.

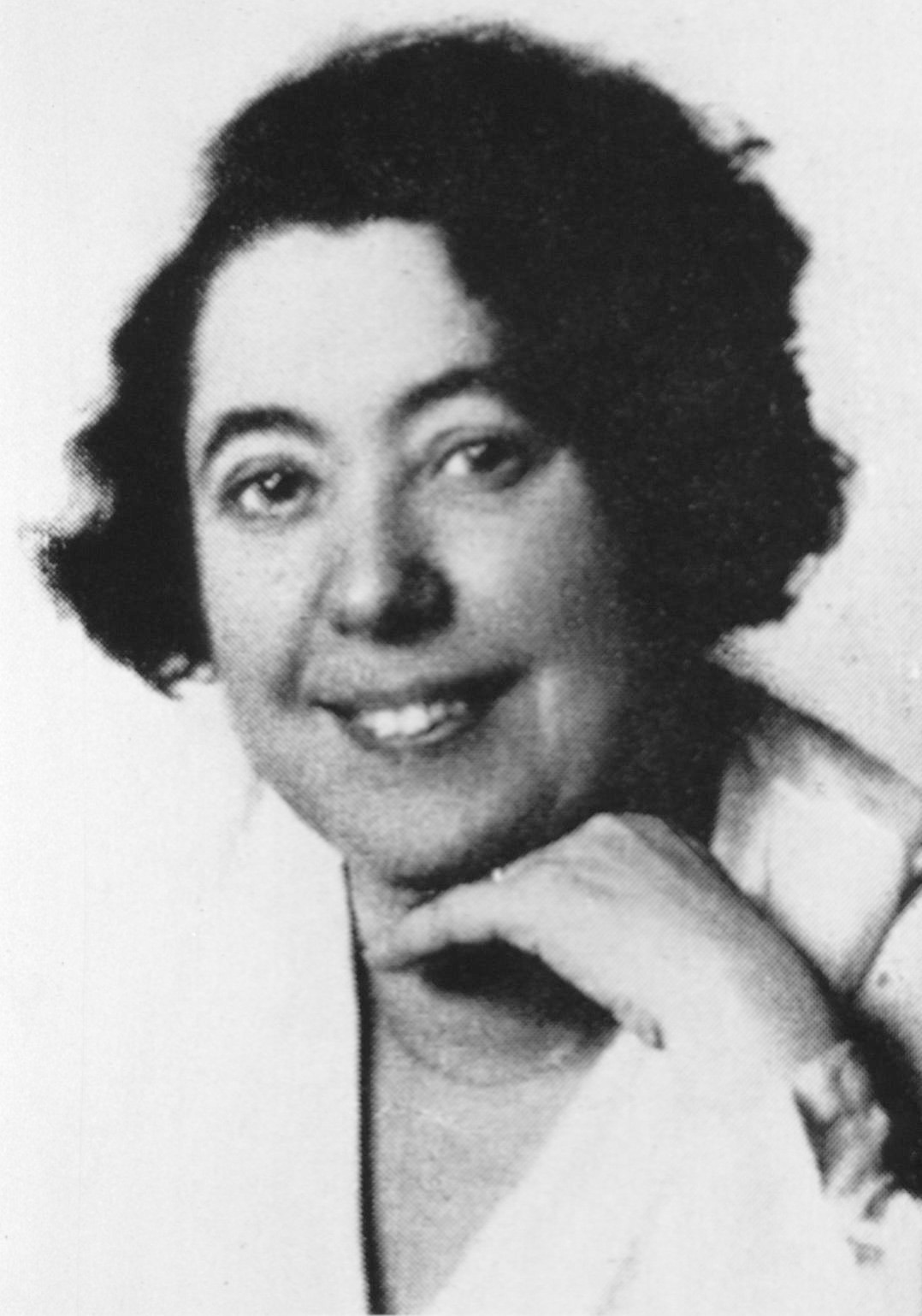
Lina Stern, première femme professeure de médecine à l'université de Genève en 1918.

Lina Stern est la première femme à obtenir un poste de professeure à l'Université de Genève en 1918.

#### Canada
En 1867, Emily Stowe est la première femme médecin à pratiquer au Canada, tandis que Jennie Kidd Trout est la première femme médecin à y exercer légalement, à partir de 1875. Stowe a joué un rôle important dans la fondation du Women's College Hospital, en 1883. Il s'agit de la première université pour femmes en médecine au Canada.
Parmi les premières femmes médecins canadiennes francophones, on compte Irma LeVasseur et Mathilde Massé, diplômées respectivement en 1900 et 1902.
La première femme chirurgien au Canada est Jennie Smillie Robertson, diplômée en 1909 de l'université de Toronto, ou selon l'Ordre des médecins canadiens, Jessie Gray diplômée en 1934 de la même université.

#### États-Unis
La fin du XIXe siècle aux États-Unis est marquée par l'importance accrue des collèges pour femmes, laquelle a engendré des emplois pour les femmes scientifiques ainsi que davantage de possibilités d'éducation. À cette époque, les autres collèges et universités ont commencé à permettre l'admission des femmes. En 1850, le Women's Medical College of Pennsylvania est la première école pour femmes du pays. On recense, en médecine aux États-Unis, environ 3 000 femmes en 1875, et presque 20 000 en 1900.
Bien que J. Marion Sims soit reconnu comme le père de la gynécologie américaine, c'est en expérimentant sur trois femmes esclaves d'Alabama — Anarcha, Betsy, et Lucy — qui souffraient de fistules vésico-vaginales, de nouvelles techniques de réparation que Sims perfectionne sa technique et répare avec succès les fistules d'Anarcha. Bien que l'anesthésie soit devenue disponible, il n'en utilise pas lors des opérations des trois femmes. La radio publique américaine NPR leur consacre un reportage en 2016, leur donnant le titre de mères de la gynécologie américaine.

##### Elizabeth Blackwell

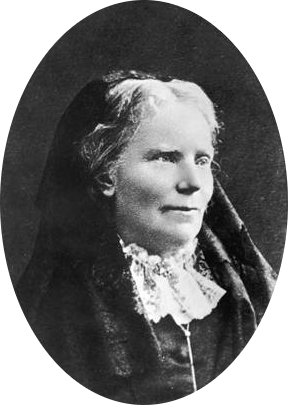
Elizabeth Blackwell, la première femme médecin américaine certifiée

Un exemple est Elizabeth Blackwell, la première femme médecin certifiée aux États-Unis, diplômée du Hobart and William Smith Colleges (en) en 1849. Blackwell songe pour la première fois a la carrière médicale à l'occasion de la douloureuse maladie d'une amie, qui succombe probablement d'un cancer de l’utérus. Cette amie lui confie qu’être soignée par une femme docteure aurait probablement rendu son traitement beaucoup plus supportable. Blackwell est également convaincue que les qualités féminines sont très adaptées à l'exercice de la profession médicale.
À cette époque pourtant, « elle déteste tout ce qui a trait au corps, et ne supporte pas les livres traitant de médecine ». Un autre élément qui la pousse toutefois dans cette voie est le sens attribué en ce temps à l'expression « femme médecin », par lequel sont désignées les faiseuses d'anges, c'est-à-dire les femmes agissant volontairement de façon à interrompre la grossesse non voulue d'une autre femme. Blackwell souhaite se dresser contre cette idée reçue qui ne rend pas justice a ce dont elle croit les femmes capables. Embrasser la carrière médicale constitue également un moyen d’acquérir l’indépendance matérielle qu'elle recherche, en dehors des chaînes du mariage.

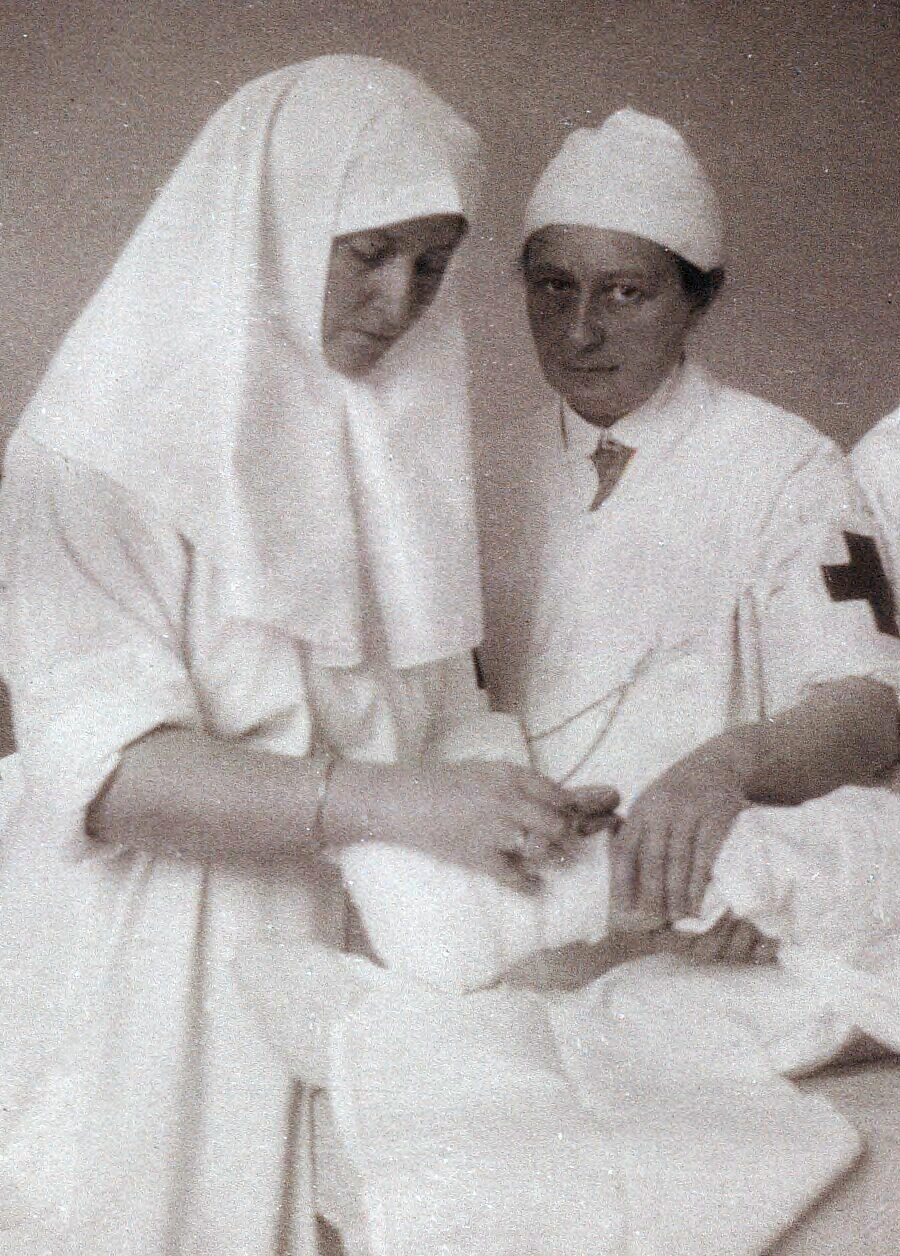
L'impératrice russe Alexandra Feodorovna avec Vera Gedroitz, 1915.

Son plus grand souhait est d’être admise au sein d'une des facultés de médecine de Philadelphie, mais elle doit se rabattre alors sur des écoles moins prestigieuses et est finalement admise au Hobart and William Smith College de New York. Bravant les préjugés des professeurs et des étudiants, elle termine, le 23 janvier 1849, première de sa classe et devient la première femme à obtenir un diplôme médical aux États-Unis.
Refusée dans la plupart des hôpitaux, elle fonde son propre établissement appelé New York Infirmary for Indigent Women and Children en 1857. Au déclenchement de la guerre civile américaine, elle forme des infirmières et, en 1868, fonde un collège médical réservé aux femmes pour former officiellement des femmes-médecins/doctoresses.
En 1869, elle abandonne à sa sœur Emily la responsabilité du Collège pour retourner en Angleterre. Là, avec Florence Nightingale, elle ouvre le London School of Medicine for Women et devient la première femme-médecin/doctoresse et médecin enregistrée en Grande-Bretagne. Elle prend sa retraite à l’âge de 86 ans.
Son guide d’éducation sexuelle (The Moral Education of the Young), est publié en Angleterre, tout comme son autobiographie (Pioneer Work in Opening the Medical Profession to Women, 1895).

##### Autres Américaines notables
- Rebecca Lee Crumpler (1831-1895) est la première femme médecin afro-américaine.
- Susan La Flesche Picotte (1865-1915) est la première femme médecin des Premières nations, aux États-Unis.

#### Russie
La princesse lituanienne russifiée Vera Gedroitz est la première femme chirurgienne de Russie, ainsi que l'un des première femmes professeurs de chirurgie au monde.

#### Amérique latine
La Brésilienne d'origine française Marie Durocher est la première femme médecin d'Amérique latine en 1834.

#### Australie
Constance Stone a été la première femme à exercer la médecine en Australie, après avoir obtenu son diplôme au Canada. Avec sa sœur cadette Clara Stone, qui fut parmi les premières femmes diplômées en Australie, elle fonda un hôpital dans l'état de Victoria.

## Histoire non occidentale

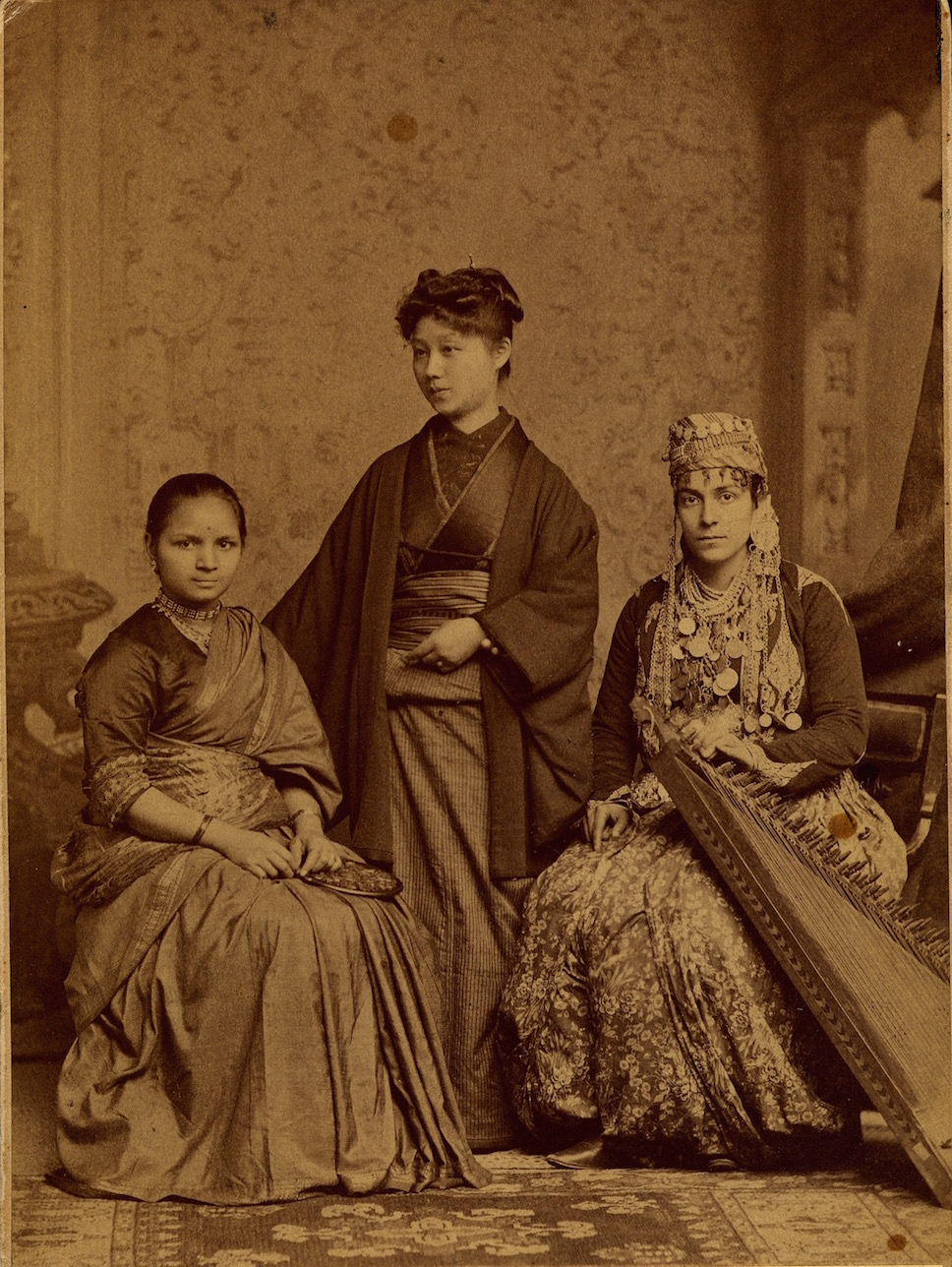
Anandi Gopal Joshi (gauche) avec Kei Okami (centre) et Sabat Islambooly (droite) en habits traditionnels à l'occasion d'une réception en 1885 au Woman's Medical College of Pennsylvania.

### Proche-orient

#### Proche-orient ancien
En Mésopotamie, Tapputi-Belatekallim est considérée comme la première chimiste. C'est une parfumeuse mentionnée sur une tablette babylonienne en cunéiforme vers 1200 av. J.-C..
On y trouve aussi la plus vieille mention d'un alambic.

#### Syrie
Sabat al-Islambooly est la première Damascène à étudier la médecine aux États-Unis. Elle est diplômée en 1890.

#### Liban
Iqbal Al Asaad née en 1993, réfugiée palestinienne au Liban, est à l'âge de 20 ans, déclarée la plus jeune médecin du monde.

### Monde indien
Anandi Gopal Joshi (31 mars 1865 - 26 février 1887) est une médecin indienne. Elle est l'une des deux premières femmes de ce pays à obtenir un diplôme universitaire en médecine occidentale, l'autre étant Kadambini Ganguly, la même année, en 1886. Elle est aussi la première femme hindoue à accomplir ceci. Avec Chandramukhi Basu, elle est aussi l'une des premières femmes diplômées universitaires de l'Empire britannique.

### Extrême-Orient

#### Monde chinois ancien
À l'époque de la dynastie Song, la médecine chinoise pour les femmes atteint une maturité. Les femmes étaient exclues du mode d'enseignement maître-disciple, mais elles pouvaient étudier à l'intérieur de leur famille ou de leur clan, de telle sorte que vers la fin de la dynastie Ming, des familles de femmes médecins se distinguent par leur érudition et leurs ouvrages sur des sujets médicaux.

#### Japon
En 1889, Kei Okami est la première Japonaise diplômée en médecine occidentale. Elle-même chrétienne, elle avait reçu de l'aide de la Women's Foreign Missionary Society de l'Église presbytérienne pour étudier au Woman's Medical College of Pennsylvania.

### Afrique

#### Rwanda
En 2018, Claire Karekezi devient la première neurochirurgienne du Rwanda,.

#### Zimbabwe
Madeline Nyamwanza-Makonese a été la première femme docteure en médecine au Zimbabwe et la seconde de l'Afrique,.

## Médecine moderne
(juillet 2013).

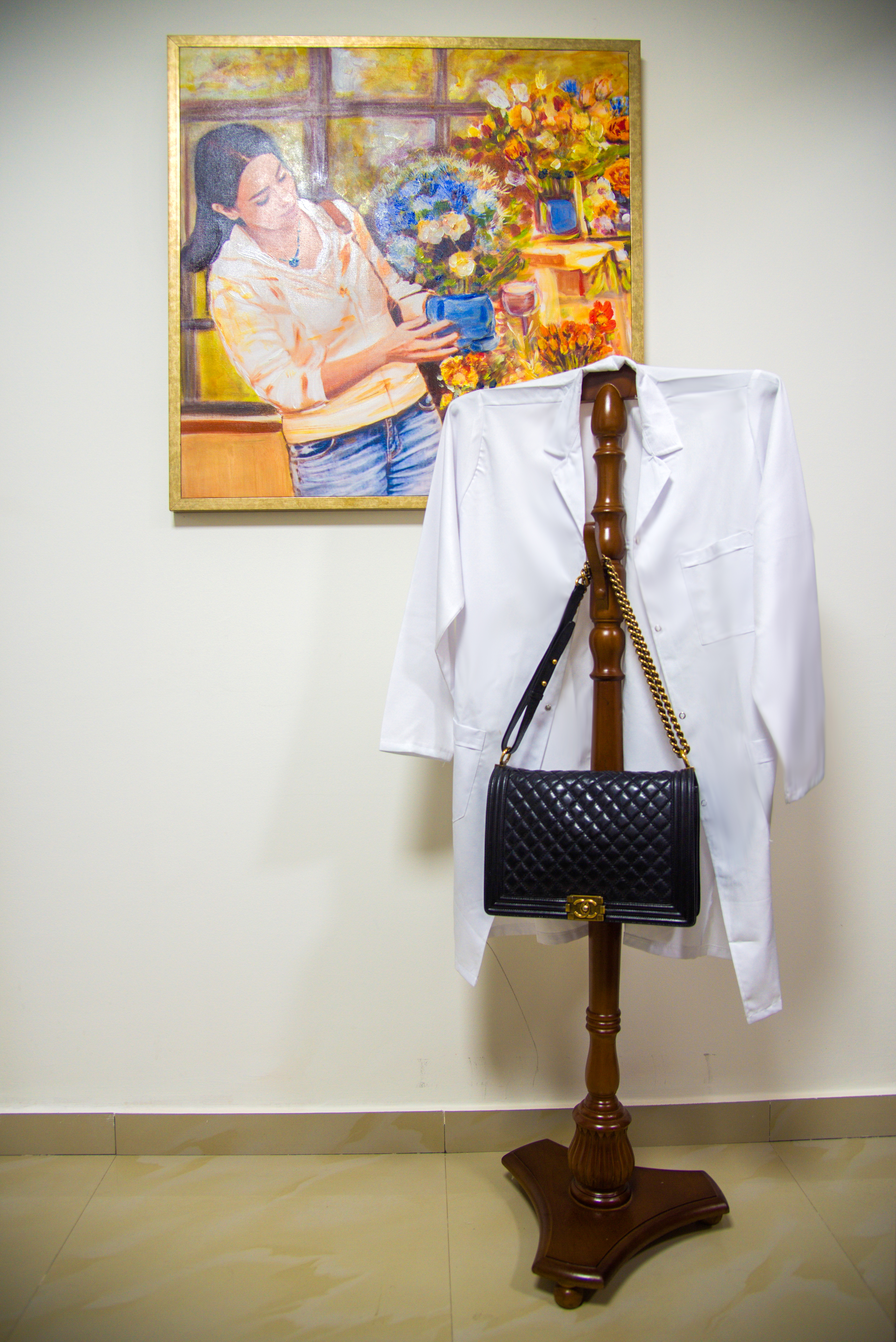
Une pneumologue égyptienne soucieuse d'affirmer sa féminité.

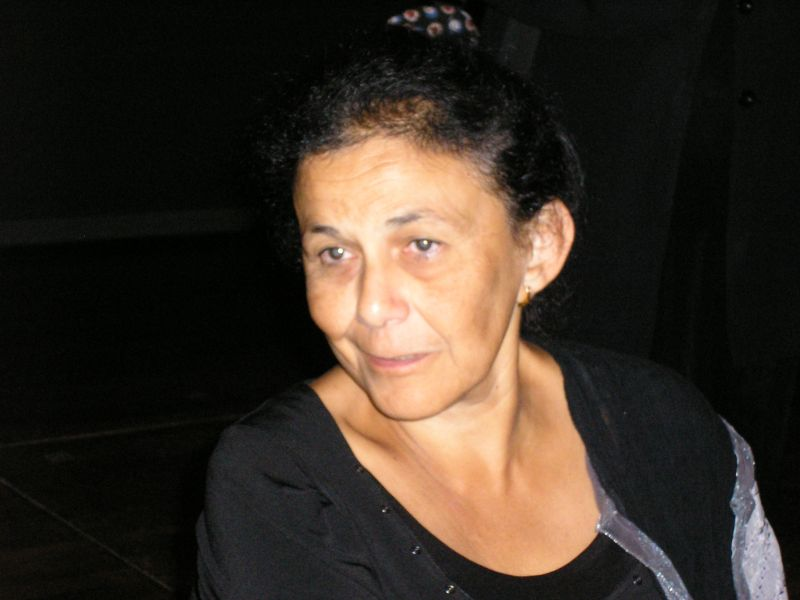
L'épidémiologiste égyptienne Wafaa El-Sadr, lauréate du Prix MacArthur, dirige deux programmes de Santé publique à la Mailman School de l'université Columbia.

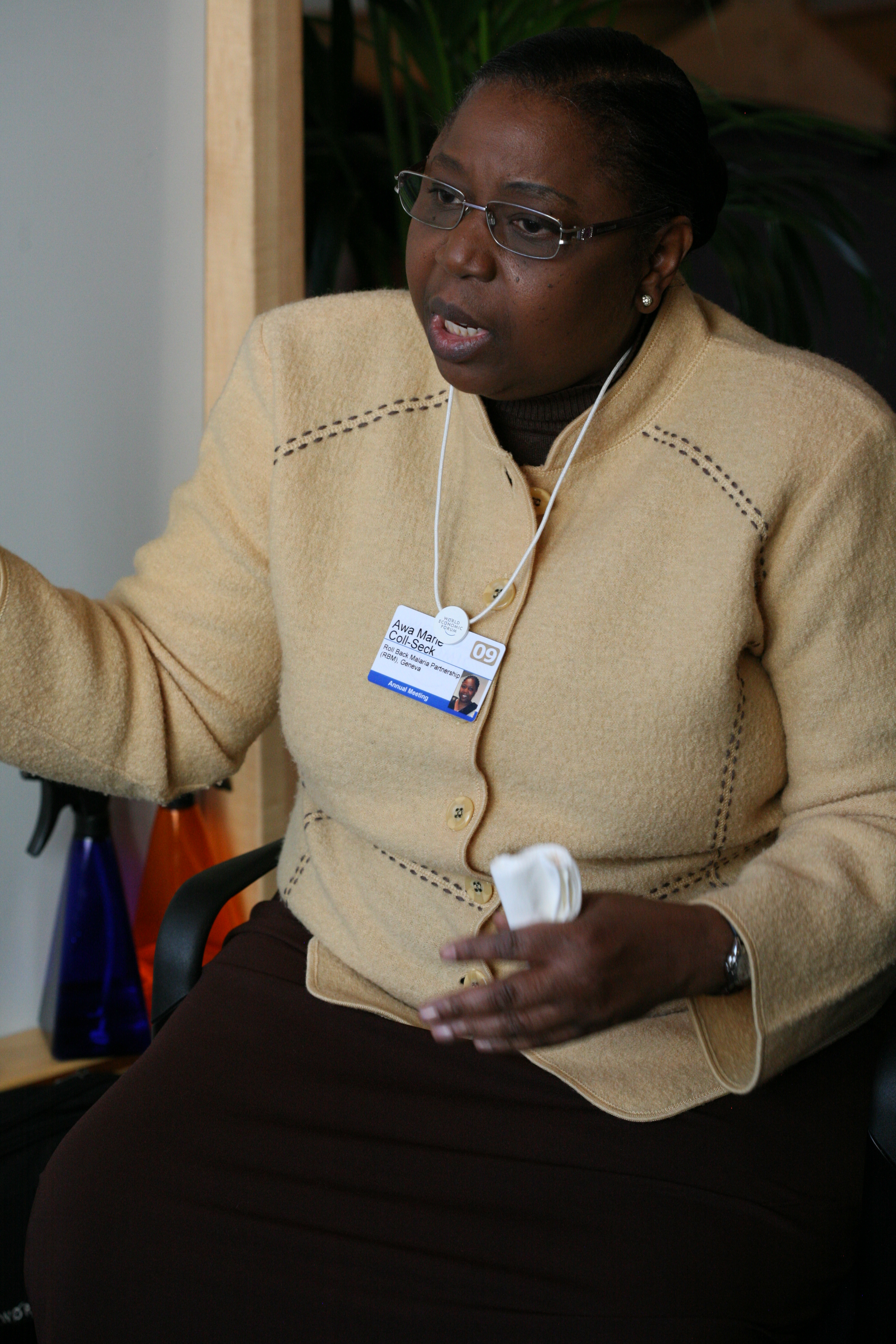
Awa Marie Coll Seck, experte internationale en santé publique, a été ministre de la Santé du Sénégal et responsable de département du programme ONUSIDA. Elle est directrice exécutive du partenariat Roll Back Malaria (RBM) depuis 2004.

La participation féminine aux professions médicales a été limitée par la loi et dans la pratique durant les décennies au cours desquelles la médecine était en train de se professionnaliser. Cependant, les femmes ont de tous temps été associées à la pratique de la médecine dans le cadre des disciplines apparentées, comme les soins infirmiers et le métier de sage-femme et tout au long des XIXe et XXe siècles elles ont pu progresser dans l'accès à l'éducation et à la profession médicale dans la plupart des pays de monde. Parfois ces progrès ont été entrecoupés de retours en arrière ; par exemple, Mary Roth Walsh note un « déclin » des femmes médecin aux États-Unis dans la première moitié du XXe siècle, à tel point que leur nombre était inférieur dans ce pays dans les années 1950 à ce qu'il était dans les années 1900. Au cours de la deuxième moitié du XXe siècle, cette tendance s'inverse partout : aux États-Unis, par exemple, les femmes représentent 9 % des inscriptions dans les écoles de médecine en 1969, contre 20 % en 1976. En 1985, 14 % des médecins dans ce pays sont des femmes.
Dans les nations industrialisées au début du XXIe siècle, malgré des avancées significatives de la féminisation de la médecine, la parité n'est pas encore atteinte dans l'ensemble des professions médicales. La parité est en revanche atteinte dans les facultés de médecine de certains de ces pays et aux États-Unis elles sont majoritaires parmi les étudiants en médecine depuis 2003. Au cours de l'année universitaire 2007-2008, les femmes représentaient 49 % des candidatures et 48,3 % de celles acceptées. Selon l'Association américaine des collèges médicaux (American Association of Medical Colleges, AAMC) 48,3 % des diplômes de médecin délivrés aux États-Unis (soit un nombre total de 16 838) l'ont été à des femmes ce qui représente une augmentation de 26,8 % par rapport à l'année 1982-1983.
Cependant, la pratique de la médecine reste disproportionnellement dominée par les hommes. Dans les pays industrialisés, la récente parité de genre parmi les étudiants en médecine n'empêche pas le manque de parité dans la pratique. Dans beaucoup de pays en développement, ni les écoles de médecine ni la pratique ne s'approchent de la parité entre hommes et femmes.
De plus, il existe des biais dans la profession : certains domaines médicaux, comme la chirurgie, sont dominés par les hommes tandis que d'autres domaines sont significativement dominés par les femmes, ou le deviennent. Aux États-Unis en 2005, les femmes sont plus nombreuses que les hommes en pédiatrie, ainsi qu'en obstétrique, en gynécologie et en psychiatrie,.
Françoise Barré-Sinoussi, immunologue et virologue française, spécialisée dans les rétrovirus, participe à la découverte du virus de l'immunodéficience humaine (VIH) à l'origine du sida. Cette découverte lui vaut de recevoir le 6 octobre 2008 le prix Nobel de médecine, prix partagé avec Luc Montagnier.